# An-148 (航空機)
An-148
2007年度のパリ航空ショーで披露されたAn-148
- 用途：小型旅客機
- 分類：旅客機
- 製造者：ANTK アントノフ
- 運用者

- ポレットエアラインズ
- プルコヴォ航空エンタープライズ

- 初飛行：2004年12月17日
- 生産数：35機[1][2]
- 運用開始：2007年
- 運用状況：就航中
- ユニットコスト：2,500万USドル[3]

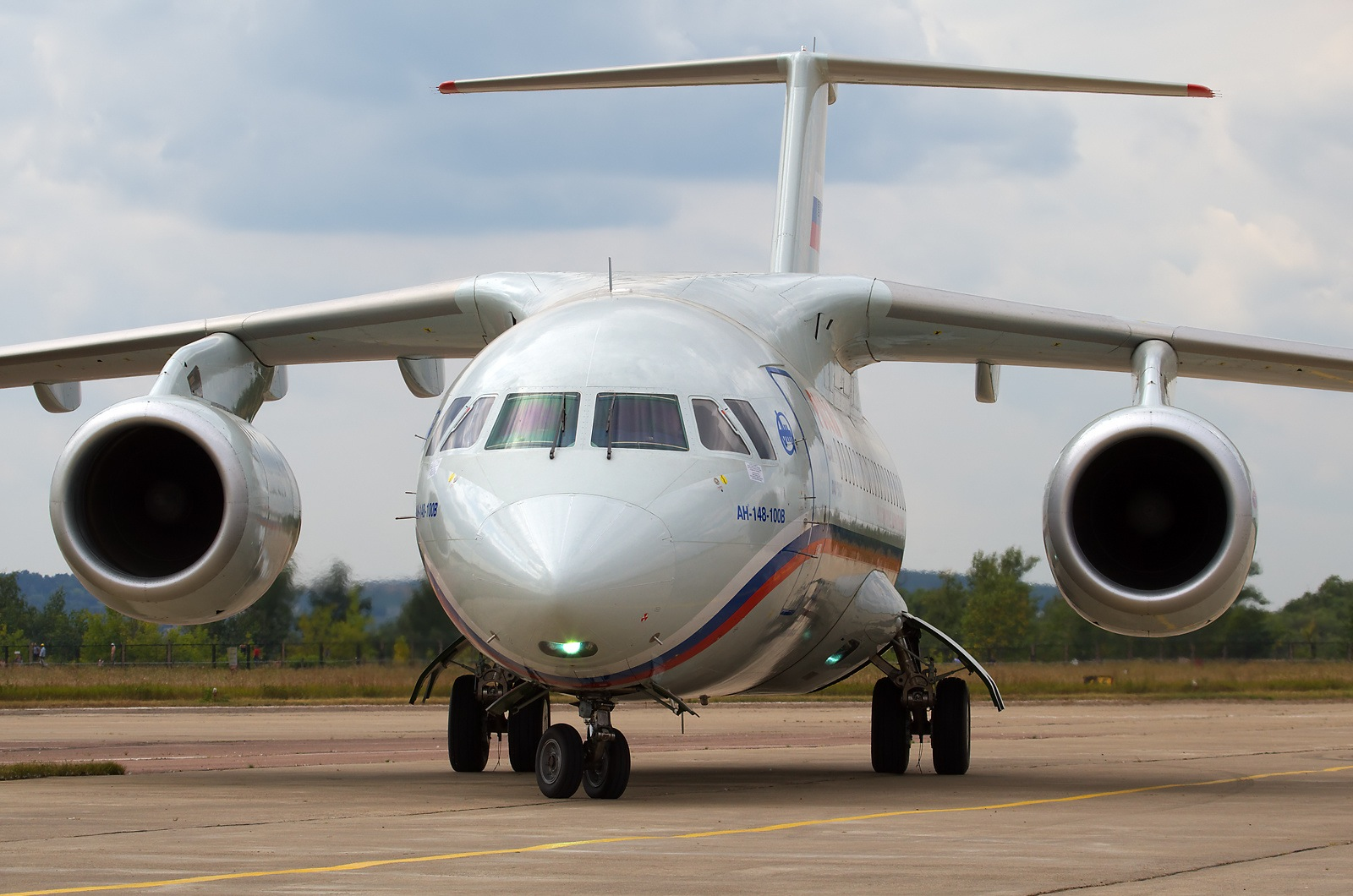
2009年モスクワ航空ショーでの初のロシア製An-148

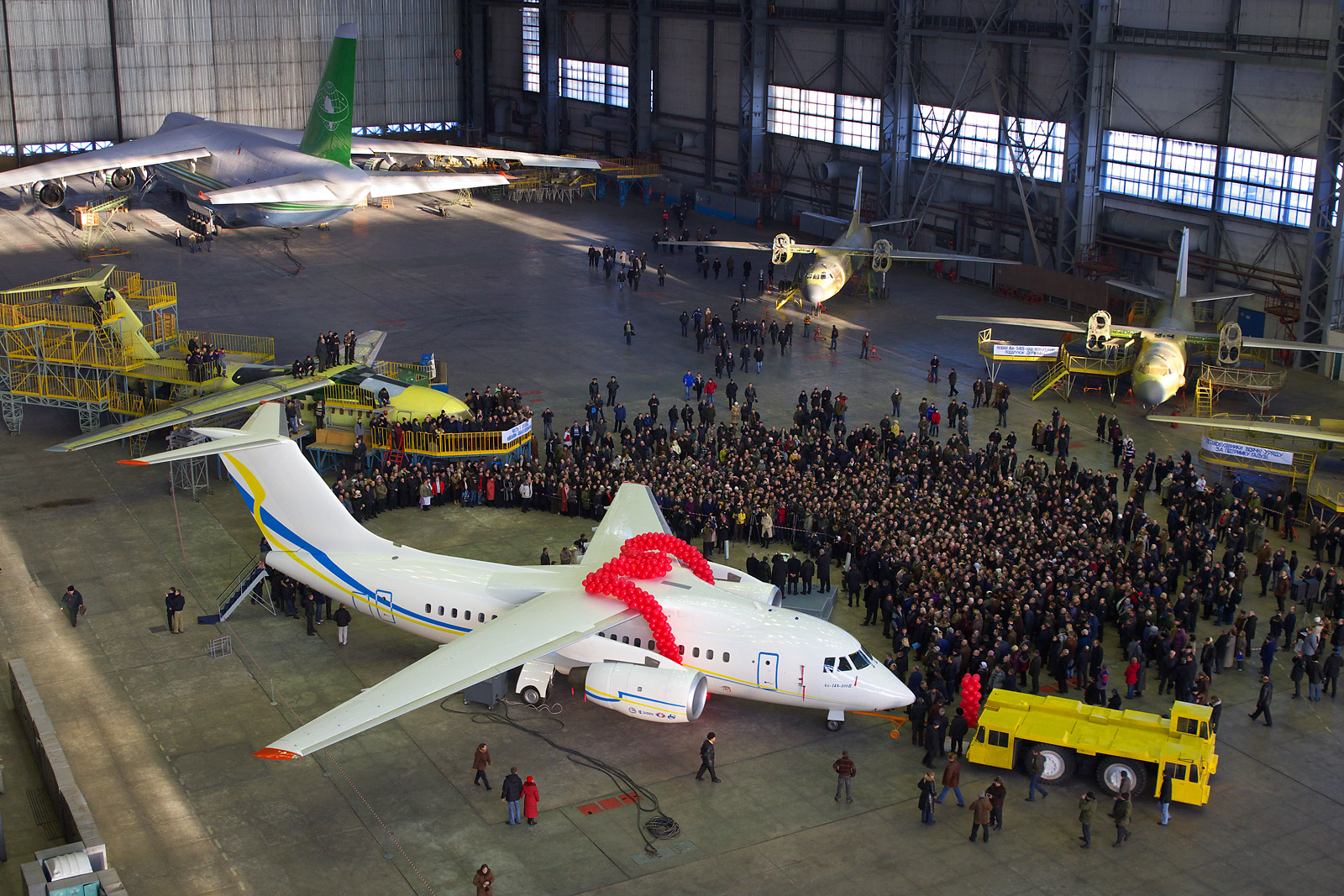
2009年12月、キエフ航空機工場で初のウクライナ製An-148の完成祝賀会

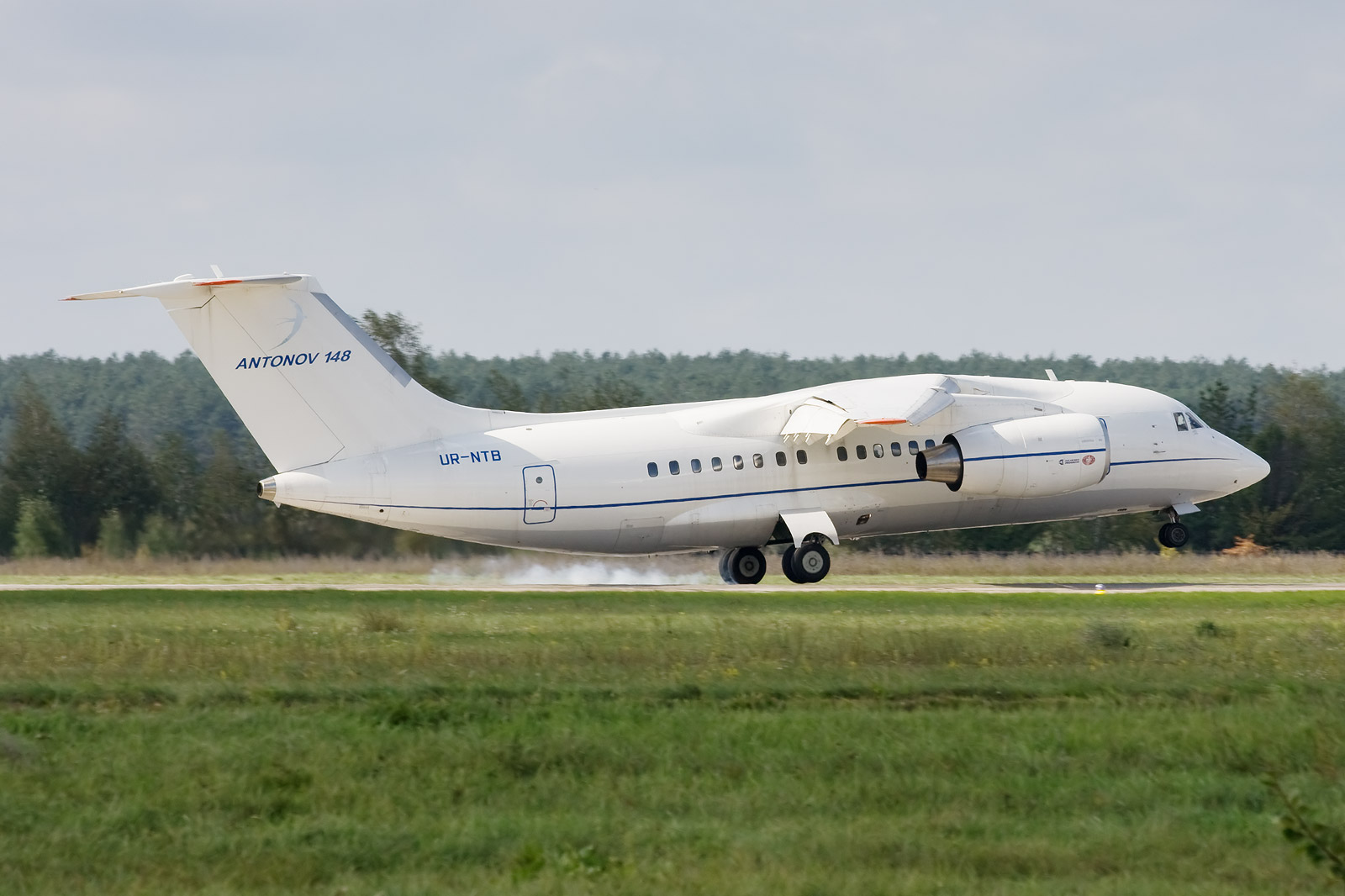
ホストーメリ空港に着陸するAn-148

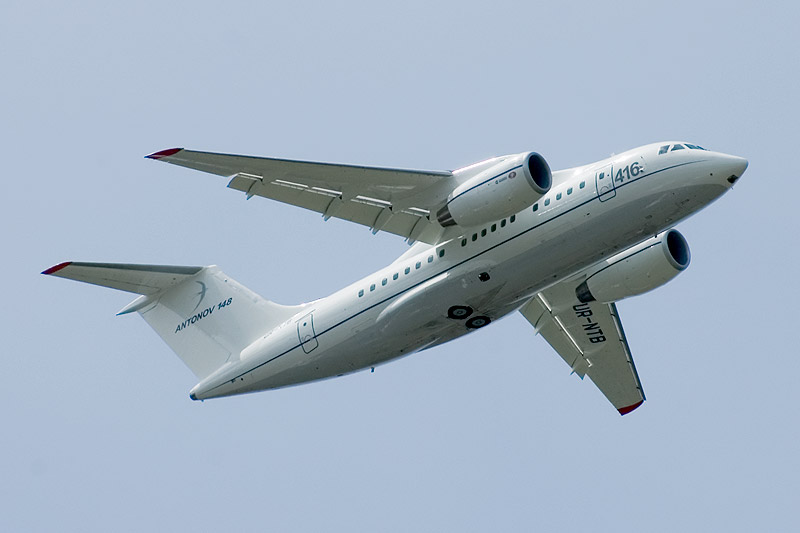
2007年パリ航空ショーでのAn-148

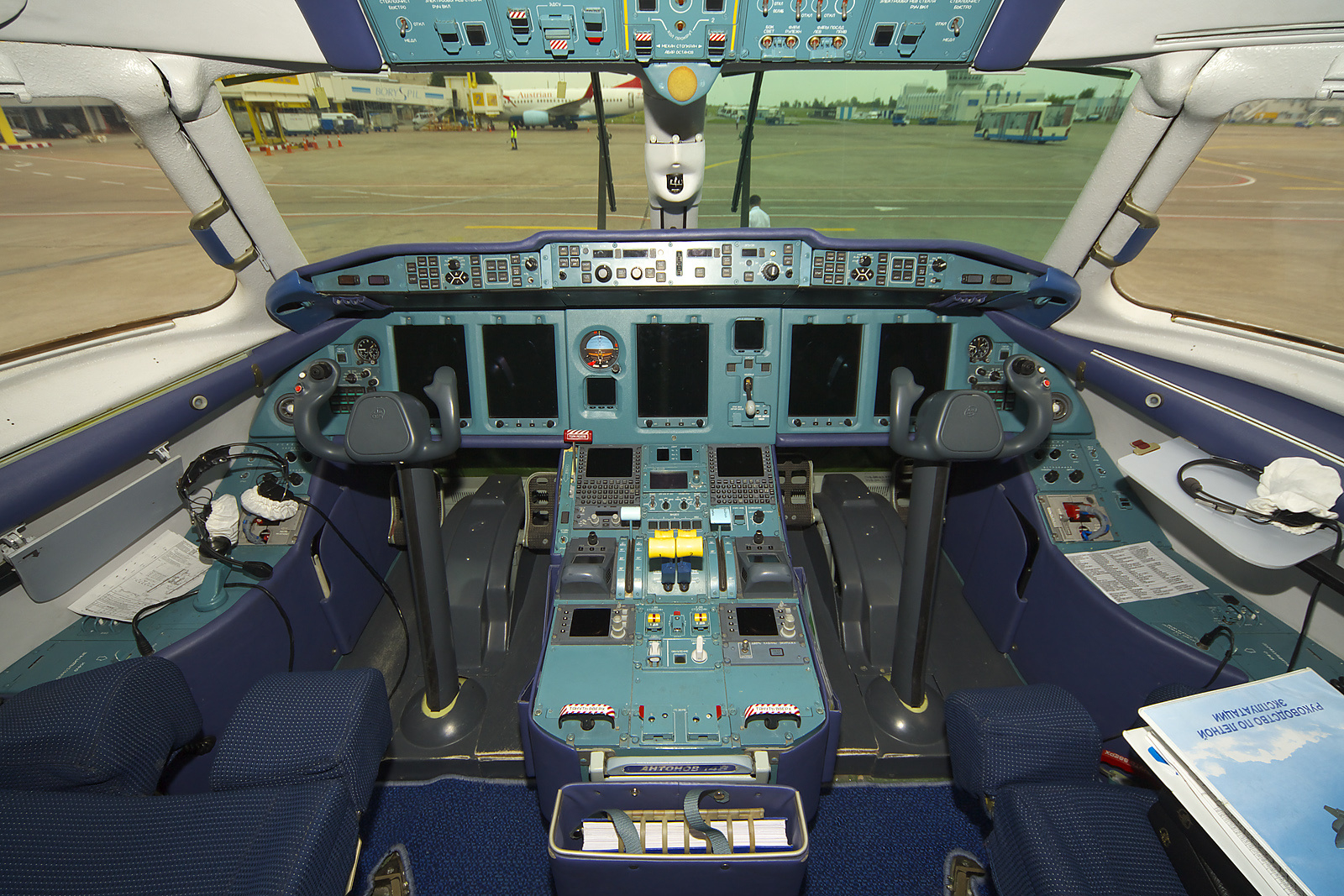
コックピット内部

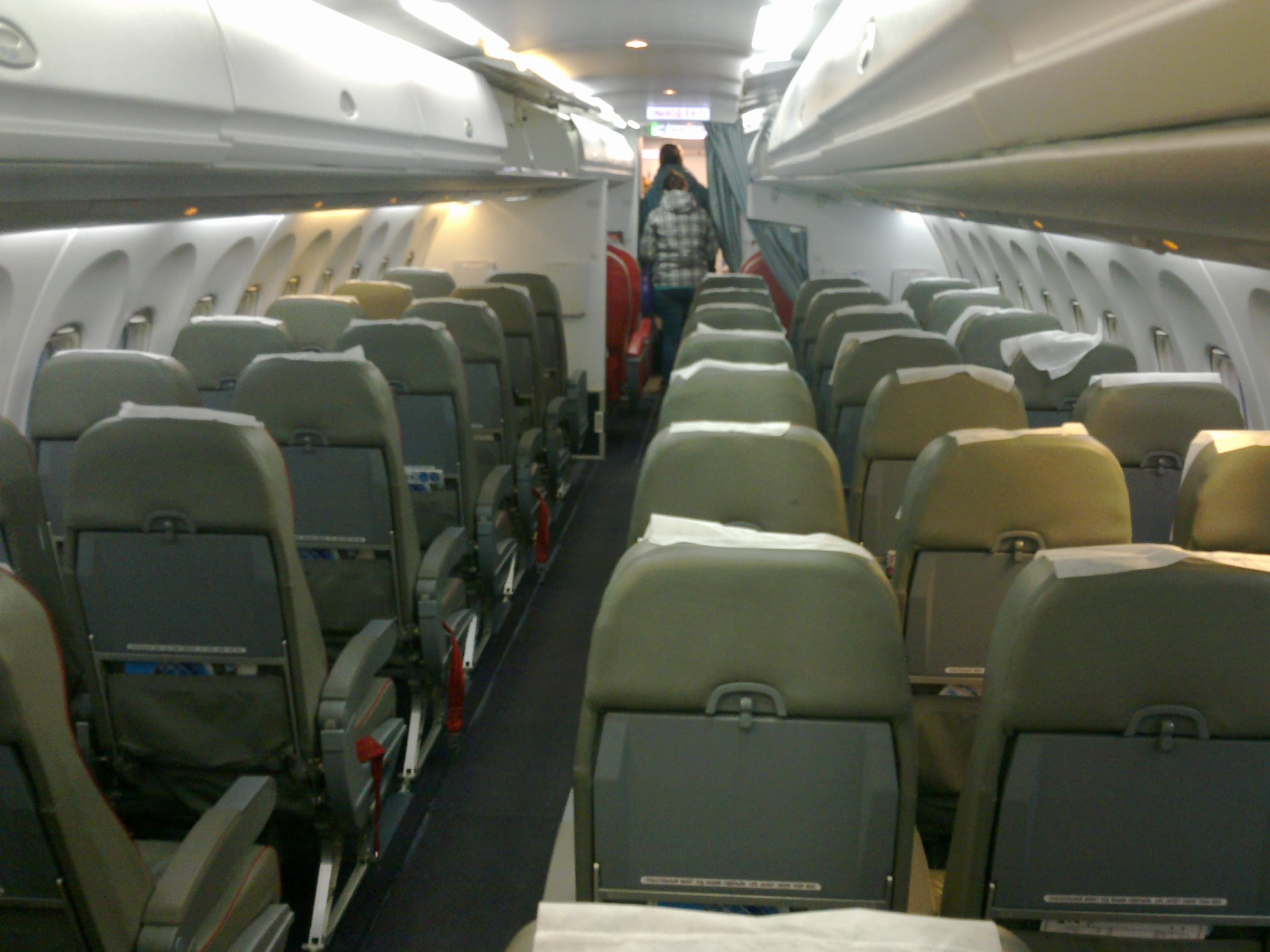
客室内部

An-148（アントノフ148：ウクライナ語：Ан-148 アーン・ストー・ソーロク・ヴィースィム）は、ウクライナのANTK アントノフが2001年に開発を発表したリージョナルジェット機である。

## 概要
An-148は、高翼双発ターボファンエンジンを搭載したジェット旅客機である。
機体構造はアントノフが以前に開発したAn-72やAn-74を踏襲しているが、コアンダ効果を狙って主翼上面にエンジンを配したAn-72/74に対し、An-148はAn-74TK-300のようにパイロンでエンジンを吊り下げている。
操縦システムは最新の航法装置や大型画面を備えたグラスコックピット、操縦系にフライ・バイ・ワイヤを採用するなど、近代的な設計となっている。
An-148計画は1990年代初頭に始まり、当時はウクライナのアントノフ設計局でAn-74-68として作業が始まった。2001年にAn-148に改名されP.V. Balabuevが率いる開発チームはAn-74TK-300輸送機を元に開発した。胴体が延長され主翼は新設計され、開発者達はモトール・シーチのD-436-148 エンジンを使用することを決めた。
生産は、ウクライナのアヴィアントとロシアのヴォロネジ航空機製造合同（VASO）で行われる。多くの企業がこの計画に参加しており、その中で約70%の部材はロシアの企業が生産する。地域の航空旅客市場に応じて複数の機種が用意される。An-148の値段は約2,400–3,000万ドルである。この計画で主要な問題は生産率の低迷である。キエフのアヴィアントの工場は当初VASOの増え続ける機体の組み立ての対応に失敗した。
1990年代に開発が開始され、2002年にキエフのアヴィアントで最初の3機の試作機の製造が始まった。試作初号機は2004年9月に完成し、11月17日初飛行した。2005年4月には他の試作機が試験に加わった。また2005年にはモスクワ航空ショーで実機が展示された。認証取得のための期間中に2機の試作機は合計約600回飛行した。2007年2月26日に型式証明を取得。D-436-148 エンジンとAI-450-МS エンジンがロシアとウクライナの航空局から認証された。
An-148の仕様によって最大航続距離は2,100–4,400 kmで68–85人の乗客を運べる。
アントーノウ An-158は胴体を延長した派生機種で99名までの乗客を想定する。
ロシアのアエロフロート・ロシア航空なども導入する予定であるとしている。
同じくAn-74をもとにした姉妹機と言える機体に、双発ターボプロップ機のAn-140がある。こちらは、すでに実用段階に入っている。
2009年6月2日、An-148B「UR-NTA」号機がアエロスヴィート航空のキエフ・ハルキウ・キエフ間路線を飛行し、最初の運航に入った。
2005年4月、An-148は最初の注文をリース会社のイリューシン・ファイナンス（IFC）から10機とオプション5機受注した。受注額は総額2億7,000万ドルである。

## 現在の発注と納入機数
| 国名                                         | 発注機数 | 納入機数 |
| ロシア                                       | 107      | 11       |
| -------------------------------------------- | -------- | -------- |
| Atlant-Soyuz                                 | 30       |          |
| アンガラ航空                                 |          | 5        |
| Polet                                        | 20       |          |
| ロシア航空                                   | 15       | 6        |
| アエロフロート・ロシア航空                   | 11       |          |
| モスコヴィア航空                             | 10       |          |
| ヴォルガ・ドニエプル航空                     | >10      |          |
| サラーヴィア                                 | 5        |          |
| ウラジオストク航空                           | 4        |          |
| ロシア民間防衛問題・非常事態・自然災害復旧省 | 2        |          |
| イラン                                       | 50       |          |
| HESA                                         | 50       |          |
| ウクライナ                                   | 38       | 2        |
| アエロスヴィート航空                         | 15       | 2        |
| 南航空                                       | 6        |          |
| DonbasEnergo                                 | 5        |          |
| ウクライナ航空輸送会社                       | 3        |          |
| ルガンスク航空                               | 2        |          |
| アイリッシュ航空                             | 2        |          |
| ウラガ航空                                   | 2        |          |
| Crimea-Trial                                 | 2        |          |
| "ЕES-avia"                                   | 1        |          |
| インド                                       | 18       |          |
| ベネズエラ                                   | 10       |          |
| カザフスタン                                 | 8        |          |
| SCAT航空                                     | 7        |          |
| ベルクート航空                               | 1        |          |
| キューバ                                     | 3        |          |
| クバーナ航空                                 | 3        |          |
| ミャンマー                                   | 2        |          |
| ボリビア                                     | 1        |          |
| ボリビア空軍                                 | 1        |          |
| 朝鮮民主主義人民共和国                       |          |          |
| 高麗航空                                     |          | 2        |
| 計                                           | 237      | 13       |

## スペック
- 全長：29.13m
- 全幅：28.91m
- 全高：8.20m
- 機体重量：23,083kg
- 最大離陸重量：36,800kg
- エンジン：モトール・シーチ社製D-436-148 ターボファンエンジン×2
- 速度：820-870km/h
- 最大限界上昇高度：11,000-12,500m
- 航続距離：2,200-5,100km
- 乗員：2名
- 乗客：最大75名

## 比較
| 項目                                               | 148-100A                                                                       | 148-100B                                                                       | 148-100E                                                                       | 158                                                                            |
| -------------------------------------------------- | ------------------------------------------------------------------------------ | ------------------------------------------------------------------------------ | ------------------------------------------------------------------------------ | ------------------------------------------------------------------------------ |
| 乗員                                               | 2名                                                                            | 2名                                                                            | 2名                                                                            | 2名                                                                            |
| 座席数                                             | 68席（8+60, 混合） 75席（1クラス, 代表機種） 78/80席（1クラス, 密集）          | 68席（8+60, 混合） 75席（1クラス, 代表機種） 78/80席（1クラス, 密集）          | 68席（8+60, 混合） 75席（1クラス, 代表機種） 78/80席（1クラス, 密集）          | 99席（1クラス）                                                                |
| 座席間隔                                           | 35&32インチ（混合） 32インチ（1クラス, 代表機種） 31/30インチ（1クラス, 密集） | 35&32インチ（混合） 32インチ（1クラス, 代表機種） 31/30インチ（1クラス, 密集） | 35&32インチ（混合） 32インチ（1クラス, 代表機種） 31/30インチ（1クラス, 密集） | 35&32インチ（混合） 32インチ（1クラス, 代表機種） 31/30インチ（1クラス, 密集） |
| 全長                                               | 29.13メートル (95 ft 7 in)                                                     | 29.13メートル (95 ft 7 in)                                                     | 29.13メートル (95 ft 7 in)                                                     | 34.36メートル (112 ft 9 in)                                                    |
| 翼幅                                               | 28.91メートル (94 ft 10 in)                                                    | 28.91メートル (94 ft 10 in)                                                    | 28.91メートル (94 ft 10 in)                                                    | 28.91メートル (94 ft 10 in)                                                    |
| 翼面積                                             | 87.32平方メートル (939.9 sq ft)                                                | 87.32平方メートル (939.9 sq ft)                                                | 87.32平方メートル (939.9 sq ft)                                                | 87.32平方メートル (939.9 sq ft)                                                |
| 全高                                               | 8.19メートル (26 ft 10 in)                                                     | 8.19メートル (26 ft 10 in)                                                     | 8.19メートル (26 ft 10 in)                                                     | 8.60メートル (28 ft 3 in)                                                      |
| 室内幅                                             | 3.15メートル (10 ft 4 in)                                                      | 3.15メートル (10 ft 4 in)                                                      | 3.15メートル (10 ft 4 in)                                                      | 3.15メートル (10 ft 4 in)                                                      |
| 室内高                                             | 2.00メートル (6 ft 7 in)                                                       | 2.00メートル (6 ft 7 in)                                                       | 2.00メートル (6 ft 7 in)                                                       | 2.00メートル (6 ft 7 in)                                                       |
| 最大離陸重量                                       | 38,550キログラム (84,990 lb)                                                   | 41,950キログラム (92,480 lb)                                                   | 43,700キログラム (96,300 lb)                                                   | 43,700キログラム (96,300 lb)                                                   |
| 最大積載量                                         | 9,000キログラム (20,000 lb)                                                    | 9,000キログラム (20,000 lb)                                                    | 9,000キログラム (20,000 lb)                                                    | 9,800キログラム (21,600 lb)                                                    |
| 貨物容量                                           | 14.60 m3 (516 cu ft)                                                           | 14.60 m3 (516 cu ft)                                                           | 14.60 m3 (516 cu ft)                                                           | -                                                                              |
| 最大離陸重量での滑走距離                           | 1,560メートル (5,120 ft)                                                       | 1,800メートル (5,900 ft)                                                       | 1,885メートル (6,184 ft)                                                       | 1,900メートル (6,200 ft)                                                       |
| 運行高度                                           | 12,200メートル (40,000 ft)                                                     | 12,200メートル (40,000 ft)                                                     | 12,200メートル (40,000 ft)                                                     | 12,200メートル (40,000 ft)                                                     |
| 巡航速度                                           | 800-870 km/h（497-541 mph)                                                     | 800-870 km/h（497-541 mph)                                                     | 800-870 km/h（497-541 mph)                                                     | 800-870 km/h（497-541 mph)                                                     |
| 最大積載時の航続距離 （148型の場合75パック積載時） | 2,100キロメートル (1,300 mi)                                                   | 3,500キロメートル (2,200 mi)                                                   | 4,400キロメートル (2,700 mi)                                                   | 2,500キロメートル (1,600 mi)                                                   |
| 燃料消費率                                         | 1,550 kg/h（3,417 lb/h）                                                       | 1,600 kg/h（3,527 lb/h）                                                       | 1,650 kg/h（3,638 lb/h）                                                       | 1,800 kg/h（3,968 lb/h）                                                       |
| エンジン（x2）                                     | プログレス D-436                                                               | プログレス D-436                                                               | プログレス D-436                                                               | プログレス D-436                                                               |
| 最大推力（x2）                                     | 6,830 Kgf 15,058 lbf（67.0 kN）                                                | 6,830 Kgf 15,058 lbf（67.0 kN）                                                | 6,830 Kgf 15,058 lbf（67.0 kN）                                                | -                                                                              |

出典: アントノフ設計局, 統一航空機製造, フライトグローバル.com, アヴィアント.